# رولاندو فونسيكا
رولاندو فونسيكا خيمينيز (بالإسبانية: Rolando Fonseca)‏ (مواليد 6 يونيو 1974 في سان هوزيه) لاعب كرة قدم كوستاريكي دولي يجيد اللعب في خط الهجوم . يلعب حاليا لصالح نادي كوميونيكيشنز الغواتيمالي من سنة 2008 .
يعد فونسيكا أفضل هداف في تاريخ المنتخب بتسجيله 47 هدف.

## روابط خارجية
- رولاندو فونسيكا على موقع الاتحاد الدولي (مؤرشف)  (الإنجليزية)
- رولاندو فونسيكا على موقع قاعدة بيانات كرة القدم.إي يو (الإنجليزية)
- رولاندو فونسيكا على موقع بيانات كرة القدم. دي إي (الألمانية)
- رولاندو فونسيكا على موقع ناشيونال فوتبول تيمز (الإنجليزية)
- رولاندو فونسيكا على موقع عالم كرة القدم.نت (الإنجليزية)